# Universum Bremen
Universum Bremen es un museo divulgativo de la ciencia en Bremen, Alemania. El espacio está pensado para que los visitantes interactúen con la mayoría de las aproximadamente 250 exposiciones. El museo recibe un promedio de 450.000 visitantes al año.

## Historia
Universum Bremen fue inaugurado en septiembre de 2000, cerca de la Universidad de Bremen, Alemania. Abarca una superficie más de 4.000 m². Las exposiciones abordan tres temas fundamentalmente: la humanidad, la tierra y el cosmos. El exterior del museo de ciencias está construido a base de 40.000 grandes piezas de acero inoxidable, con formas que asemejan las de una ballena o un mejillón gigante. Fue diseñado por el arquitecto alemán Thomas Klumpp.
El museo está gestionado por la empresa Universum Managementges. mbH, una compañía privada. Alrededor de 3,4 millones de personas visitaron el Universum en los primeros siete años desde que se abrió. 
En 2007, Universum Bremen abrió una gran zona al aire libre denominada EntdeckerPark, así como un nuevo edificio, el SchauBox. En contraste con la curva metálica del edificio primero, el SchauBox, desarrollado por Haslob Kruse and Partner y Schwanzlutscher & Co., es un edificio cúbico recubierto de óxido rojo en el exterior. Se utiliza para exposiciones especiales, que cambian anualmente.
El EntdeckerPark, que ocupa unos 5.000 m² de área al aire libre y fue desarrollado por Planungsguppe Grün, ofrece una serie de exhibiciones interactivas sobre elementos del paisaje. Cuenta con una torres de 27 m de altura, llamada Turm der Lüfte.
El concepto de las pruebas y el diseño de los interiores fueron realizados por el Kunstraum GfK mbH, Hamburgo y Archimedia, Stuttgart.